# خورخي توريس نيلو
خورخي إيمانويل توريس نيلو (بالإسبانية: Jorge Emmanuel Torres Nilo) (مواليد 16 يناير 1988 في تيخوانا) لاعب كرة قدم مكسيكي يلعب حاليا في نادي تيغريس المكسيكي .

## مسيرته الكروية
لعب خورخي توريس نيلو خلال مسيرته الاحترافية مع ناديين في خمسة عشر موسمًا وسجل خلالها 5 أهداف ضمن 354 مباراة. حيث فاز في موسم واحد بالكأس وفي خمسة مواسم بالدوري.
خاض خورخي توريس نيلو مسيرته مع نادي أطلس في موسم 2005–06 ليلعب معه خمسة مواسم، مشاركًا في 87 مباراة سجل خلالها 4 أهداف. ثم انتقل إلى نادي تايجرز أونال في موسم 2010–11 ليلعب معه عشرة مواسم، حيث شارك في 267 مباراة سجل خلالها هدفًا واحدًا.

## روابط خارجية
- خورخي توريس نيلو على موقع إي إس بي إن إف سي (الإنجليزية)
- خورخي توريس نيلو على موقع قاعدة بيانات كرة القدم.إي يو (الإنجليزية)
- خورخي توريس نيلو على موقع ناشيونال فوتبول تيمز (الإنجليزية)
- خورخي توريس نيلو على موقع Soccerway.com (الإنجليزية)
- خورخي توريس نيلو على موقع كووورة
- خورخي توريس نيلو على موقع اللجنة الأولمبية الدولية (الإنجليزية)
- خورخي توريس نيلو على موقع أوليمبيديا (الإنجليزية)
- خورخي توريس نيلو على موقع AS.com (الإسبانية)